# José Barbosa Torres
José Barbosa Torres (? — ?) foi um político brasileiro.
Foi presidente da província de Alagoas, nomeado por carta imperial de 11 de fevereiro de 1882, de 16 de março a 6 de julho de 1882.